# Zagreb Trnava
Zagreb Trnava – przystanek kolejowy w Zagrzebiu, w dzielnicy Donja Dubrava w Chorwacji. Przystanek znajduje się na linii Zagrzeb – Dugo Selo, będącej częścią ważnej magistrali Zagrzeb-Belgrad.

## Linie kolejowe
- Zagrzeb – Dugo Selo